# 첫눈에 반한 사랑
첫눈에 반한 사랑은 개인적 경험으로, 인칭, 인물, 또는 화자가 처음 보는 낯선 이에게 즉각적이고 극단적이며 결국에는 오래도록 지속되는 낭만적 매력을 느끼는, 문학 작품에서 흔히 볼 수 있는 수사이다. 고대 그리스의 여명기부터 시인들과 비평가들에게 묘사된 이 표현은 서양 문학에서 가장 흔한 수사 중 하나가 되었다. 
일상적으로 사용되는 표현이지만 엄격한 정의가 어려우며, 양쪽 모두 첫눈에 반하는 경우도 있지만 한쪽에서만 일어나 짝사랑이 되는 일도 있다.

## 같이 보기
- 러브 앳 퍼스트 사이트